# Dworskie (Kobylec)
Dworskie – część wsi Kobylec w Polsce, położona w województwie małopolskim, w powiecie bocheńskim, w gminie Łapanów.
W latach 1975–1998 Dworskie należało administracyjnie do województwa tarnowskiego.